# Brasão de Armas da Áustria-Hungria

Brasão de armas do Império Austro-Húngaro (1846)

O Brasão do Império austríaco (desde 1815)

O brasão de armas do Império Austríaco foi criado no ano 1815, finalizado o Congresso de Viena.
Foi adotado pelo primeiro imperador da Áustria, Francisco I, que também foi o último imperador Sacro-Romano com o nome de Francisco II. O Sacro Império foi abolido na reordenação napoleônica de território em 1806 e para manter seu título imperial Francisco II elevou a Áustria da categoria de Arquiducado à de Império, mudando seu ordinal.
Este brasão tem seu antecedente nas armas que tinham utilizado os imperadores do Sacro Império Romano, entre eles o próprio Francisco II.
O águia como símbolo do imperador, começou a ser utilizada no começo do século II por Frederico Barba Ruiva. Num primeiro momento o águia contava unicamente com uma cabeça, a partir de 1433, por influência bizantina, começou a figurar um águia bicéfala na heráldica dos imperadores. Durante o século XV também se começou a situar os brasões dinásticos (com frequência simplificados) de cada imperador sobre o peito do águia. Convém recordar que no Sacro Império a dignidade imperial não era hereditária, seu titular era eleito no seio do Colégio dos Príncipes Eleitores, ainda que desde meados do século XV todos os imperadores (com a única exceção de Carlos VII) pertenceram à Casa de Habsburgo.
Francisco I decidiu utilizar um brasão de armas como Imperador Austríaco finalizada a reordenação européia, fruto do famoso congresso celebrado na cidade de Viena a raiz da derrota de Napoleón Bonaparte
Neste brasão figurava um águia bicéfala, representada  de sable e explayada, negra e com as asas estendidas. Sobre o peito do águia figuram as armas do Arquiducado de Áustria (situadas no centro), o antigo brasão da dinastia (Condado de Habsburgo) - um leão rampante de gules num campo de ouro - e do Ducado de Lorena - uma banda heráldica carregada com três águias de prata – já que a imperatriz Maria Teresa tinha-se casado com Francisco de Lorena O escudo situado sobre o peito da águia encontrava-se rodeado do colar da Ordem do Tosão de Ouro, em versões posteriores incorporar-se-iam também outras ordens dinásticas destacando a banda da Ordem Militar de Maria Teresa e os colares das ordens de São Estevão e de Leopoldo.
As duas cabeças da águia coroadas com as habituais coroas reais heráldicas, fechadas com oito diademas (cinco à vista). O águia sustentava em sua garra direita uma espada e o cetro da Áustria e com a esquerda a orbe do mundo.

Versão abreviada do escudo de Francisco II em 1804, dois anos antes do desaparecimento do Sacro Império

No timbre heráldico figurava a Coroa Imperial Austríaca, criada para Rodolfo II, que segue o esquema habitual das representações heráldicas de uma Coroa Imperial.
Este escudo foi muito semelhante a uma versão simplificada das armas que tinha utilizado Francisco I (II) como imperador do Sacro-Romano.
Nestas armas figurava o brasão da Áustria sobre o peito da águia bicéfala num campo de ouro e que por sua vez figurava sobre o peito da águia bicéfala (repetida) e rodeado pelos colares das principais ordens dinásticas. Como curiosidade pode se assinalar que o escudo interior se encontrava timbrado com a representação heráldica habitual, desde o século XVI, da coroa imperial e no timbre exterior aparecia representada a coroa do Sacro Império, que não era reproduzida com frequência nas armarias dos imperadores Sacro-Romanos.

## Império Austro-Húngaro

O escudo médio da parte austríaca do Império (desde 1867 a 1915)

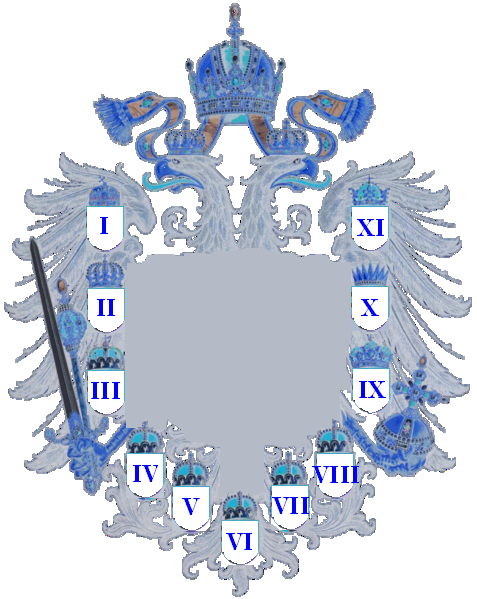
Numeração

Em 1867 criou-se o Império Austro-Húngaro em virtude do compromisso homônimo pelo que se reconheceu o Reino da Hungria como uma entidade equiparada a Áustria dentro do Império, a partir daquele momento, Austro-Húngaro. No Reino da Hungria, começou-se a utilizar um escudo no que figuravam os brasão dos territórios integrados em Transleitania, a parte húngara, com as figuras de dois anjos como tenantes ou suportes do escudo e timbrado com a Coroa de São Estevão Os brasão que figuraram neste escudo simbolizaram os seguintes territórios:
- Reino de Dalmácia
- Reino de Croácia (Habsburgo)
- Reino de Eslovênia
- Grão Principado da Transilvânia
- Província da Bósnia e Herzegovina (desde 1915)
- Cidade de Rijeka
- Reino da Hungria

Em Cisleitania, a parte austríaca, continuou-se utilizando o escudo do Império de 1815, mas com os brasões de diversos territórios integrados no Império que se situaram rodeando o escudo central e das ordens.
Paradoxalmente, alguns destes brasões correspondiam os territórios integrados na parte húngara. Este escudo, o empregado com mais frequência até 1915, foi conhecido como o escudo médio. Manteve-se o escudo de 1815 como escudo pequeno, isto é a versão mais simplificada.
| I                               | II                             | III                            | IV                                         | V                                          |
| ------------------------------- | ------------------------------ | ------------------------------ | ------------------------------------------ | ------------------------------------------ |
|                                 |                                |                                |                                            |                                            |
| Reino da Hungria                | Reino da Galícia e Lodoméria   | Arquiducado da Baixa Áustria   | Ducado de Salzburgo                        | Ducado da Estíria                          |
| VI                              | VII                            | VII                            | VIII                                       | VIII                                       |
|                                 |                                |                                |                                            |                                            |
| Ducado de Tirol                 | Ducados de Caríntia e Carniola | Ducados de Caríntia e Carniola | Margraviato da Morávia e Ducado da Silésia | Margraviato da Morávia e Ducado da Silésia |
| IX                              | X                              | XI                             |                                            |                                            |
|                                 |                                |                                |                                            |                                            |
| Grão Principado da Transilvânia | Reino de Ilíria                | Reino da Boêmia                |                                            |                                            |

### As versões de 1915

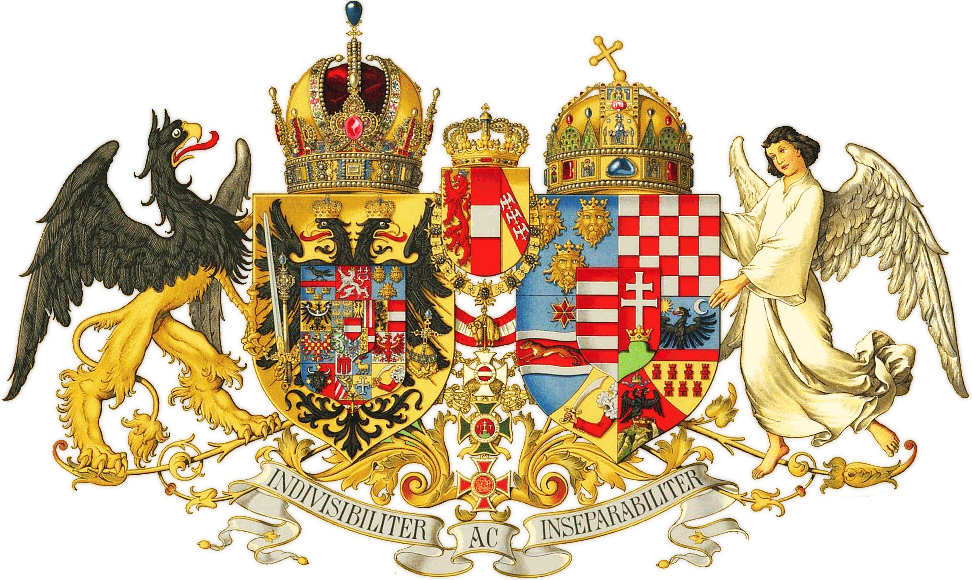
Composição feita em 1915 que reuniu os Brasões da parte austríaca húngaro, conhecida como Escudo grande ou Grande Brasão

Em 1915, em plena I Guerra Mundial, adotou-se uma composição heráldica que uniu o brasão que se empregava na parte húngara, também conhecida como Terras da Coroa de São Estêvão, com uma nova versão do escudo médio da parte austríaca, os Países Austríacos.
Neste último, as armas dos diferentes territórios do Império (acrescentou-se a heráldica de alguns territórios não representados na versão anterior e se retirou o brasão húngaro) apareciam reunidas no escudo situado sobre o águia bicéfala junto ao brasão austríaco, colocado sobre todo o escudo. O águia encontrava-se dentro de um escudo com um campo de ouro. Este último escudo, era sustentado por dois grifos e estava arrematado pela Coroa Imperial Austríaca (anteriormente estes elementos somente incluíam-se no escudo grande). O  escudo pequeno também se modicou, figurando unicamente o brasão austríaco e se retirando o colar da Ordem do Tosão de Ouro.
Na composição heráldica que reuniu os escudos duas partes centrais do Império, se incorporaram as figuras de um grifo como suporte (por Cisleitânia) e de um anjo como tenante (por Transleitânia).
Na parte central figurou um terceiro escudo, de pequeno tamanho, com os brasões próprios da dinastia (Habsburgo, Áustria e Lorena). Este pequeno escudo encontrava-se timbrado com uma Coroa Real e rodeado do colar da Ordem do Tosão de Ouro. Embaixo deste escudo central também apareciam representados a banda da Ordem Militar de Maria Teresa e os colares das ordens de São Estêvão e de Leopoldo. Na parte inferior podia ler-se o lema "INDIVISIBILITER AC INSEPARABILITER" ("Indivisíveis e Inseparáveis"). Existiram outras versões simplificadas na que não apareciam representadas as figuras dos suportes e os brasões dos dois focos se reduziam às armas dos escudos, o brasão austríaco (sobre o peito do águia bicéfala) e o húngaro (com as armas de Croácia na ponta).
| Países Austríacos |                                                                         | |
| Escudo            | Partição                                                                | Território |
|                   | I II III IV V VI VII VIII IX X XI XII XIII XIV XV XVI XVII XVIII XIX XX | Reino de Galícia e Lodoméria Reino da Boêmia Reino da Dalmácia Ducado da Silésia Ducado de Salzburgo Margraviato da Moravia Ducado de Tirol Ducado da Bucovina Estado de Vorarlberg Margraviato de Ístria Condado de Gorizia Condado de Gradisca Província da Bósnia e Herzegovina Cidade Livre de Trieste Arquiducado da Baixa Áustria Arquiducado de Alta Áustria Ducado da Estíria Ducado da Carniola Ducado da Caríntia Arquiducado da Áustria |

| Terras da Coroa de São Estêvão |                      | |
| Escudo                         | Partição             | Território |
|                                | I II III IV V VI VII | Reino da Dalmácia (Pertencente a Cisleitânia) Reino da Croácia Reino da Eslavônia Grão Principado da Transilvânia Província da Bósnia e Herzegóvina> Cidade de Fiume Reino da Hungria |

| Escudo dinástico |          |                                                              |
| Escudo           | Partição | Significado                                                  |
|                  | I II III | Condado de Habsburgo Arquiducado da Áustria Ducado de Lorena |

### Galeria
|                                                       |                                                                    |                                                                                          |
| Escudo das Terras da Coroa de São Estêvão (1867-1915) | Escudo das Terras da Coroa de São Estêvão (1915-1918)              | Escudo médio usado na Cisleitania, os territórios austríacos. (1915-1918)                |
|                                                       |                                                                    |                                                                                          |
| Escudo pequeno usado na Cisleitânia (1915-1918)       | Escudo grande de Francisco José, com seu lema pessoal. (1848-1916) | Versão simplificada com os brasões das armas das Partes Austríaca e Húngara. (1915-1918) |

## Veja-se também
- Brasão de armas da Áustria
- Brasão de armas da Hungria
- Brasão de armas da Croácia
- Brasão de armas da Checoslováquia
- Brasão de armas da República Checa
- Brasão do Sacro Império Romano-Germânico
- Império austríaco
- Império Austro-Húngaro